# Bisdom Barrancabermeja
Het bisdom Barrancabermeja (Latijn: Dioecesis Barrancabermeiensis) is een rooms-katholiek bisdom met als zetel Barrancabermeja, in Colombia. Het bisdom is suffragaan aan het aartsbisdom Bucaramanga. 

## Geschiedenis
Het bisdom werd opgericht op 2 april 1928, als de territoriale prelatuur Río Magdalena, uit delen van de bisdommen Nueva Pamplona en Socorro y San Gil. Op 18 april 1950 werd het verheven tot apostolisch vicariaat, en nam de naam Barrancabermeja. Op 27 oktober 1962 werd het verheven tot bisdom, en werd suffragaan aan het aartsbisdom Nueva Pamplona. Op 14 december 1974 wisselde het van kerkprovincie en werd suffragaan aan het nieuw verheven aartsbisdom Bucaramanga.

## Parochies
Het bisdom had in 2020 een oppervlakte van 15.000 km2 en telde 647.400 inwoners waarvan 71,9% rooms-katholiek was.  

## Ordinarii

### Prefecten
- Carlo Ilario Currea (8 januari 1929 - 1932)
- Rafael Toro Upegui (20 februari 1932 - 28 november 1947)

### Bisschoppen
- Bernardo Arango Henao (28 november 1947 - 23 december 1983)
- Juan Francisco Sarasti Jaramillo (23 december 1983 - 25 maart 1993)
- Jaime Prieto Amaya (11 november 1993 - 1 december 2008)
- Camilo Fernando Castrellón Pizano (2 december 2009 - 29 mei 2020)
- Ovidio Giraldo Velásquez (29 mei 2020 - heden)

## Galerij van afbeeldingen

Wapen van het bisdom Barrancabermeja

Bucaramanga (aartsbisdom) · Barrancabermeja · Málaga-Soatá · Socorro y San Gil · Vélez